# Barbra & Bas
Barbra en Bas was een Nederlands zangduo bestaande uit Bas Moerman en Yvonne Grootenboer.
In 1973 verscheen hun eerste Nederlandstalige langspeelplaat Terug van de reis. Ze traden op in tal van radio- en televisieprogramma's. Daarnaast presenteerde Barbra het TROS-kinderprogramma Wat zeg je van mijn hondje. In 1991 speelden ze hoofdrollen in de korte speelfilm De Cornelly's. In 2000 besloten Barbra en Bas een streep te zetten onder hun 35-jarige artiestenloopbaan.
Het duo startte in 1965 als Duo Kol Simchah met een repertoire van Jiddische en Hebreeuwse liedjes. Een jaar later wonnen ze  AVRO's televisietalentenjacht Nieuwe Oogst. Hun professionele carrière begon met een tournee door de Verenigde Staten (1971-1973), reden om hun artiestennaam te vereenvoudigen tot Barbra en Bas. Terug in Nederland omarmden ze het Nederlandse 'luisterlied'.  Hun grammofoonplaten bevatten voornamelijk eigen teksten en composities.